# حصن العطاب الأعلى (بعدان)

تعديل مصدري - تعديل

حصن العطاب الأعلى هي إحدى قرى عزلة الحرث بمديرية بعدان التابعة لمحافظة إب، بلغ تعداد سكانها 252 نسمة حسب تعداد اليمن لعام 2004. ويعد الشيخ دحان عبدالله العطاب 
من أبرز الشخصيات التاريخية والقوية في المديرية والمنطقة 